# Orde van Verdienste voor Vrouwen en Maagden (Saksen-Meiningen)

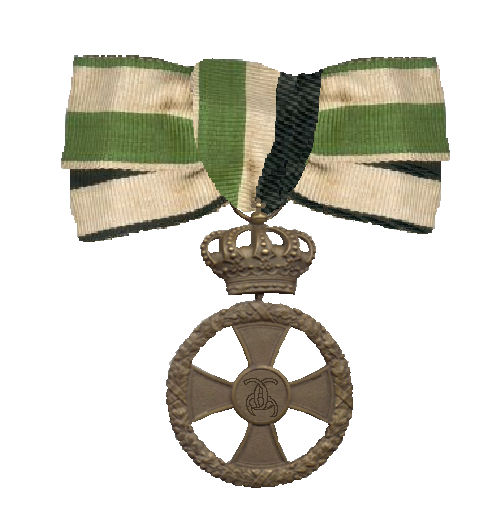
Versiersel

De Orde van Verdienste voor Vrouwen en Maagden (Duits: "Orden für Verdienste von Frauen und Jungfrauen in der Kriegsfürsorge") was een damesorde, een voor vrouwen gereserveerde ridderorde van het hertogdom Saksen-Meiningen.
De regerende hertog Bernhard III van Saksen-Meiningen heeft in 1915 een onderscheiding, het Ereteken voor Verdienste in Oorlogstijd als beloning voor combattanten en non-combattanten met de rang van een officier ingesteld. Voor getrouwde en ongetrouwde vrouwen (Duits: Frauen und Jungfrauen) werd een orde van verdienste ingesteld.
Het versiersel voor de mannen en de vrouwen is hetzelfde rupertkruis, maar voor de vrouwen zonder de vier kronen in de armen en met een ander medaillon. In dit medaillon zijn op de voorzijde drie verstrengelde C's en op de achterzijde het wapen van Saksen met de kroon van wijnruit afgebeeld.  De "C" is het monogram van hertogin Charlotte van Saksen-Meiningen. Op de achterzijde van de eikenkrans staat de inscriptie "FÜR VERDIENST IM KRIEGE 1914/15".
Men droeg het versiersel aan een groen-wit-zwarte strik op de linkerschouder. De gevoerde beugelkroon die als verhoging de verbinding tussen lint en kruis vormt is bewegelijk gemonteerd. De ring loopt door de rijksappel op de kroon.  
De eerste kruisen van de Orde van Verdienste voor Vrouwen en Maagden werden net als de kruisen voor de mannen door AWES Münze (A. Werner & Söhne) in Berlijn in brons geslagen. In 1917 was de Duitse oorlogseconomie in een wanhopige toestand geraakt en het brons werd schaars. Om voor de oorlogsvoering belangrijke metalen te sparen werden de kruisen voor de mannen nu niet langer van geoxideerd brons maar van een bronskleurig oorlogsmetaal vervaardigd. Dergelijke kruisen zijn van de Orde van Verdienste voor Vrouwen en Maagden niet bekend. In 1918 kreeg de Firma Chr. Lauer in Neurenberg de opdracht om voor het kruis en voor de damesorde nòg goedkopere kruisen te leveren. Deze werden van het goedkope en ruim voorradige zink, vervaardigd. Deze kruisen zijn lichter van kleur en ze werden in veel gevallen met heldere lak bedekt om oxidatie te voorkomen. 
Deze damesorde werd alleen aan vrouwen verleend.
Saksisch-Ernestijnse Huisorde ·
Orde van Verdienste voor Vrouwen en Maagden ·
Orde van Verdienste voor Kunst en Wetenschap ·
Ereteken voor Verdienste in Oorlogstijd ·
Medaille voor Verdienste in Oorlogstijd · 
Medaille voor het Redden van Mensenlevens · 
Kruis Dienstonderscheiding voor 25 Jaar Dienst als Officier ·
Dienstonderscheiding voor 24 Jaar Dienst als Onderofficier of Soldaat

Zie ook: Ridderorden en onderscheidingen in Saksen-Meiningen